# Tell It to the Marines (film, 1918)
Pour les articles homonymes, voir Tell It to the Marines.
Pour plus de détails, voir Fiche technique et Distribution.
Tell It to the Marines est un film muet américain réalisé par Arvid E. Gillstrom, sorti en 1918.

## Fiche technique
- Titre : Tell It to the Marines
- Réalisation : Arvid E. Gillstrom
- Scénario : Arvid E. Gillstrom, Adrian Johnson
- Photographie : H. Alderson Leach
- Montage :
- Musique :
- Producteur : William Fox
- Société de production : Fox Film Corporation
- Pays d'origine :  États-Unis
- Langue : intertitres en anglais
- Format : Noir et blanc — 35 mm — 1,33:1 — Son : Muet
- Genre : Comédie
- Durée : 50 minutes
- Dates de sortie :
  - États-Unis : 13 octobre 1918

## Distribution
- Jane Lee : Jane Williams
- Katherine Lee : Kaatherine Williams
- Charles Slattery : Harry Williams
- Edward Bagley : le majordome